# アビシュカ
アビシュカ（Abišqa ? - 1260年）は、チャガタイ・ウルスの第6代当主。チンギス・カンの次男であるチャガタイの孫ブリの息子。『集史』ではابيشقه Ābīshqeと記されるが、『元史』などの漢文史料には記載がない。

## 生涯
アビシュカの父ブリはルーシ遠征に従軍した折、オゴデイ家のグユクとともに総司令官バトゥを宴席にて侮辱した。この一件によってブリはバトゥとの間に怨恨を生じさせ、バトゥの後援によってモンケがカアンに即位するとブリはバトゥによって殺されてしまった。このため、ブリの諸子たちの間には反モンケ政権の傾向があったと見られる。
モンケ・カアンはその治世の中で東アジア征服と西アジア征服を計画し、前者を次弟クビライに、後者を三弟フレグに委ねた。アビシュカは皇族の一人としてクビライの遠征軍に加わり、雲南・大理遠征に従軍した。モンケがクビライを一時更迭し、自ら軍を率いて南宋に攻め入った際にも、アビシュカはウリヤンカダイとともに陳朝・南宋を転戦していた。
モンケ・カアンが親征の途上で病没すると次代のカアン位を巡ってクビライとアリク・ブケとの間で帝位継承戦争が勃発した。アリク・ブケ派はカラコルムを中心としてモンケ政権を引き継ぐ形となったため、反モンケ的傾向のあるブリの諸子（アビシュカ、アジキら）はクビライ派に立って参戦した。
当時チャガタイ・ウルスはオルガナ・ハトゥンの下親アリク・ブケ派として行動していたため、クビライはアビシュカを派遣することでチャガタイ・ウルスを親クビライ派に引き入れようとした。しかし、チャガタイ・ウルスへと向かう途中でアビシュカはアリク・ブケ派に捕らえられ、後にモンケの庶子アスタイによって殺された。
アビシュカの死後、チャガタイ・ウルスはアリク・ブケを裏切ったアルグの登場によって親クビライ派となり、帝位継承戦争はクビライの勝利に終わった。アビシュカの死後も弟のアジキはクビライ派として奮戦しており、アリク・ブケ及びアスタイが降伏してきた時は兄アビシュカを殺した一件について詰問しているが、クビライによって制止され最終的にアスタイらは許された。

## 子孫
『集史』にはオルグ（Örüg）という息子がいたと記されている。